# 히메

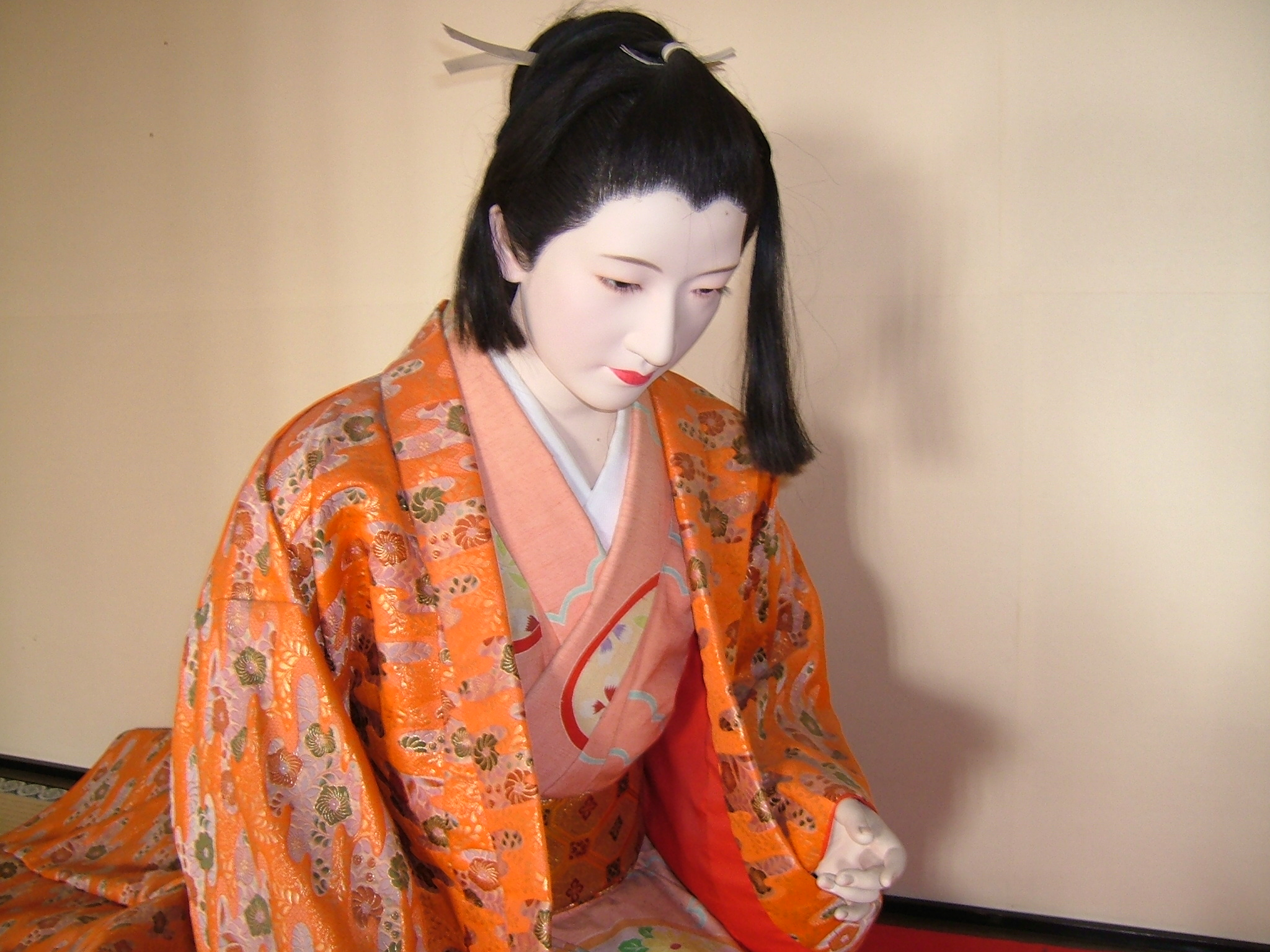

히메(일본어: ひめ)란 일본어 표현으로서 한자로는 여자 희(姬) 또는 여자 원(媛)을 쓴다. 일본의 황실이나 공경, 장군가, 다이묘 등 고귀한 신분에 있는 여자를 높여 부르는 경칭으로 이용되었다. 특히 내친왕, 여왕을 히메미야(일본어: 姫宮)라고 불렀다. 이러한 맥락에서 "히메미야"는 "공주님"이라고 번역할 수 있지만 귀족 여성 전반에 대해 쓰인 호칭이기에 "히메"를 "공주"라고 옮기는 것은 오역이다. 오히려 서양에서 lady가 쓰이는 용법과 비슷하다. 본래 히메라는 호칭에 나이제한은 없어서 에도 시대까지는 늙은 여자에게도 히메라는 호칭이 사용되었다.
고대 일본어에서 히메는 한자로 비매(比売 또는 毘売)라고 썼으며, 이는 남성에 대한 경칭인 히코, 한자로는 비고(彦、比古、毘古)에 대응되는 것이다. 때문에 일본 신화에 나오는 남녀 신들은 이름이 "히코"나 "히메"로 끝나는 경우가 많다.

## 같이 보기
- 일본 천황